# Hank Ballard
Pour les articles homonymes, voir Ballard.
Hank Ballard (John Henry Kendricks de son vrai nom, 18 novembre 1927, Détroit (Michigan) - 2 mars 2003, Los Angeles) est un chanteur de rhythm and blues, de doo-wop et de rock 'n' roll américain, leader du groupe Hank Ballard and The Midnighters. C'est lui qui a composé la chanson The Twist en 1959 qui fut popularisée par Chubby Checker en 1960. « Le phrasé du gospel que Ballard anime de sa voix aiguë, les sonorités distordues et la guitare grinçante des Midnighters ont joué des rôles importants dans le développement du rock and roll ».

## Biographie
Hank Ballard, pseudonyme de John Henry Kendricks, né le 18 novembre 1927 à Détroit, grandit à Bessemer (Alabama), où il chante le gospel à l'église, puis à Détroit, où il aspire à une carrière musicale.

### The Royals
The Royals est un quartet vocal de doo-wop, spécialisé dans les ballades, composé de Henry Booth, chanteur soliste, Sonny Woods, basse, Lawson Smith, baryton, et Charles Sutton, deuxième soliste. Il est découvert en 1951 par Johnny Otis dans un concours de jeunes talents à Détroit. Ils sont engagés par Federal, sous-label de King spécialisé dans le rhythm and blues, et sortent leur premier disque, Every Beat Of My Heart (écrit par Otis) en mars 1952. La chanson deviendra un tube en 1961 quand elle sera reprise par Gladys Knight & The Pips.
Hank Ballard écrit un premier titre pour le groupe en 1952, Fifth Street Blues. Les Royals sortent encore quatre autres 45 tours puis, début 1953, Smith quitte le groupe et Booth se met en retrait, laissant sa place de soliste à Hank Ballard. Le morceau Get It atteint la 8e place des charts rhythm & blues. Suivent Hey Miss Fine et That's It. Ils enregistrent encore un dernier titre pour Federal : Work with Me, Annie en janvier 1954. 

### The Midnighters
Pour ne pas être confondus avec The "5" Royales, un groupe à succès qui vient de signer chez King, ils changent leur nom début 1954 pour celui de Midnighters. Ils deviennent vite célèbres grâce au hit Work with Me, Annie écrit par Ballard. Cette chanson aux paroles évocatrices reste pendant six mois en tête des charts R&B. Cette chanson fait l'objet de plusieurs « réponses » (answer songs), la principale étant  The Wallflower (Roll with Me, Henry) par Etta James.
Suivent Sexy Ways, Annie Had A baby et Annie's Aunt Fanny. Ces trois 45 tours se vendent à plus d'un million d'exemplaires.
En 1958, le groupe, rebaptisé « Hank Ballard & The Midnighters », est engagé par le label King Records. Ils obtiennent un nouveau succès avec la ballade torride Teardrops On Your Letter. Le titre qui figure en face B, intitulé The Twist, est un rhythm & blues rapide, qui passe inaperçu. Mais il est repris en 1960 par Chubby Checker qui en fait un tube et lance la mode du twist. La version d'Hank Ballard ressort pour l'occasion et se place également dans les hit-parades. Hank Ballard tente alors de rééditer ce succès en vain.
À partir de 1968, il se joint à la James Brown Revue. Il abandonne la musique dans les années 1970, avant de reformer brièvement les Midnighters au milieu des années 1980.
Hank Ballard intègre le Rock and Roll Hall of Fame en 1990. Il meurt le 2 mars 2003 chez lui à Los Angeles, à l'âge de 75 ans, d'un cancer de la gorge.

## Discographie sélective

### 45 tours
The Royals (sur Federal Records) :

Avec Henry Booth comme soliste :
- mars 1952 : Every Beat of My Heart / All Night Long (avec Wynonie Harris)[9]
- juillet 1952 : Moonrise / Fifth Street Blues (ce titre est signé Hank Ballard)

Avec Hank Ballard comme soliste :
- mai 1953 : Get It
- mai 1953 : Hey Miss Fine
- octobre 1953 : That's It

The Midnighters (sortis sur Federal) :
- mars 1954 : Work with Me, Annie[10]
- mai 1954 : Sexy Ways (Federal)
- août 1954 : Annie Had A baby
- octobre 1954 : Annie's Aunt Fanny
- mai 1955 : Henry's Got Flat Feet
- juin 1955 : It's Love Baby
- août 1955 : Rock'n'roll Wedding
- février 1956 : Rock, Granny, Roll

Hank Ballard & The Midnighters (sortis sur King) :
- janvier 1959 : Teardrops On Your Letter / The Twist
- 1960 : Finger Poppin' Time
- 1960 : Let's Go, Let's Go, Let's Go
- 1961 : The Hoochi Coochi Coo
- 1961 : Nothing But Good
- 1962 : Do You Know How To Twist ?

Hank Ballard :
- 1968 : How You Gonna Get Respect ?
- 1969 : Butter Your Popcorn
- 1972 : From The Love Side
- 1974 : Let's Go Streaking

### Compilations
- décembre 1957 : Their Greatests Hits, Federal
- août 1958 : Greatests Hits vol. 2, Federal
- 1992 : Work with Me Annie, collection Les Génies du Rock n°19, Atlas (14 titres).
- 1993 : Sexy Ways : The Best Of Hank Ballard & The Midnighters, Rhino Records